# Leon Droszyński
Leon Droszyński (ur. 23 kwietnia 1879 w Pączewie, zm. 3 kwietnia 1940 w KL Dachau) – polski działacz społeczny na Pomorzu Gdańskim i w Wolnym Mieście Gdańsku. Członek Gminy Polskiej, Macierzy Szkolnej, a od 1933 – Związku Polaków w Wolnym Mieście Gdańsku.
W Gdańsku znajduje się ulica jego imienia.